# 巫帛宏
巫帛宏（1985年6月22日—），台灣男子職業公路自由車選手。

## 比賽紀錄
- 2006年杜哈亞運領先計分賽第六名、美式接力賽第五名[1]。
- 2007年全國運動會2金3銀
- 2008年亞洲自由車錦標賽全能賽金牌
- 2012年環台賽台北市站第二名
- 2014年仁川亞運個人全能賽第六名、公路個人賽第八名[2]。

## 外部連結
- 巫帛宏 at Cycling Archives
- 巫帛宏在ProCyclingStats的頁面